# Nixonia atra
Nixonia atra är en stekelart som beskrevs av Lubomir Masner 1970. Nixonia atra ingår i släktet Nixonia och familjen Scelionidae. Inga underarter finns listade i Catalogue of Life.